# Cameron Waldbauer
Cameron Waldbauer é um especialistas em efeitos especiais canadense. Foi indicado ao Oscar de melhores efeitos visuais em duas ocasiões: pelo trabalho em X-Men: Days of Future Past (2014) e The Revenant (2015).

## Filmografia
- Firestorm (1998)
- Shanghai Noon (2000)
- Halloween: Resurrection (2002)
- I Spy (2002)
- X2: X-Men United (2003)
- I, Robot (2004)
- Fantastic Four (2005)
- X-Men: The Last Stand (2006)
- Fantastic 4: Rise of the Silver Surfer (2007)
- Quantum of Solace (2008)
- 2012 (2009)
- X-Men Origins: Wolverine (2009)
- The A-Team (2010)
- Mission: Impossible - Ghost Protocol (2011)
- Elysium (2013)
- Percy Jackson: Sea of Monsters (2013)
- White House Down (2013)
- X-Men: Days of Future Past (2014)
- The Revenant (2015)

## Prêmios e indicações
- Indicado: Oscar de melhores efeitos visuais - The Revenant (2015)
- Indicado: Oscar de melhores efeitos visuais - X-Men: Days of Future Past (2014)